# Lucía Fernanda Palermo
Lucía Fernanda Palermo (nacida el 30 de septiembre de 1985) es una deportista de remo argentina oriunda de Vicente López, una provincia de Buenos Aires. Se especializa en Singlista, categoría peso ligero y Doble par, categoría peso ligero femenino. Ha representado a Argentina en los Juegos Olímpicos (Atenas 2004, Londres 2012 y Río 2016). Además de competir en los Juegos Panamericanos, campeonatos sudamericanos y Copas del mundo. Actualmente se desempeña como repostera y pastelera en Victorica, ciudad del este de Argentina.

## Su inicio
Lucía Palermo debutó en el mundo del remo a los 11 años, de la mano de su tío abuelo Diego Gabba, quien era entrenador de la escuela municipal de Tigre. La argentina pertenece a la cuarta generación de una familia de remeros; sus hermanos, primos, tíos y abuelos también se han dedicado a aquel deporte que ya es una tradición familiar.  
Lucía acompañaba a sus hermanos a los entrenamientos con su tío abuelo e insistía en que ella también quería remar. Su oportunidad llegó cuando tenía 11 años y a los 15 años comenzó a asistir al Club de Remo Teutonia, el cual está ubicado en la ciudad de Tigre, provincia de Buenos Aires, fundado el 14 de mayo de 1890 por un grupo de alemanes y considerado el cuarto club más antiguo de remo de la Argentina y el más antiguo de los clubes de la colectividad argentino-alemana. Después, la remera se unió al club San Fernando.

## Carrera Deportiva
Su trayectoria deportiva se caracteriza por su dedicación al remo desde temprana edad y su participación en importantes competiciones a nivel nacional, sudamericano e internacional. Ha sido representante de Argentina en tres Juegos Olímpicos: Atenas 2004 a la edad de 19 años, Londres 2012 a los 27 años y Río 2016 a los 31 años. Si bien no consiguió medallas, se posicionó entre las mejores en varias competiciones, debido a lo tiempos que marcó.
Durante un tiempo, Palermo no pudo entrar a competencias internacionales europeas por “problemas políticos” con la Asociación Argentina de Remo; sin embargo, durante aquellos años, la remera competía a nivel nacional y sudamericano.
- Éxito sudamericano: Palermo ha demostrado constancia a nivel sudamericano, obteniendo el título de campeona sudamericana seis veces consecutivas y campeona argentina 8 años seguidos. 
  - Juegos Odesur de Mar del Plata y Colombia 2010: Medalla de oro cuádruple par y plata doble par.[5]
  - Juegos Suramericanos Chile 2014: Ganó medalla de oro en un par de remos cortos, peso ligero.[6]
- Juegos Olímpicos: Tres Juegos Olímpicos
  - Atenas 2004: Compitió en la categoría de Doble Scull Ligero junto a Milka Kraljev, finalizando en el puesto 17.[7]
  - Londres 2012: Compitió en la categoría de Scull individual, logrando el puesto 21.[8]
  - Río 2016: Compitió en Scull individual, mejorando su resultado anterior y finalizando en el puesto 17.[8]

- Juegos Panamericanos:
  - Río 2007: Compite en cuádruple par, con Carolina Schiffmacher, María Laura Abalo y María Gabriela Best, ganando la medalla de bronce.[9]
  - Toronto 2015: En Scull ligero individual, al igual que su anterior competencia, ganó la medalla de bronce.[10]

- Copas del mundo:
  - Copa del Mundo de Lucerna (Suiza) 2011: Salió décima sobre trece competidores.
  - Copa del Mundo en Múnich (Alemania) 2011: Salió en el quinto lugar, entre veintitrés.[11]

## Competencias
| Años | Campeonatos                    | Localidad              | Resultado | Categoría                        |
| ---- | ------------------------------ | ---------------------- | --------- | -------------------------------- |
| 2004 | Juegos Olímpicos               | Atenas, Grecia         | 17°       | Lightweight Double Sculls        |
| 2007 | Juegos Panamericanos           | Río de Janeiro, Brasil | 3°        | Cuádruple par                    |
| 2010 | Juegos Odesur                  | Medellín, Colombia     | 1°        | Cuádruple par                    |
| 2010 | Juegos Odesur                  | Medellín, Colombia     | 2°        | Doble par                        |
| 2011 | Copa del Mundo                 | Luecerma, Suiza        | 10°       | Doble par peso ligero            |
| 2011 | Copa del Mundo                 | Múnich, Alemania       | 5°        |                                  |
| 2012 | Juegos Olímpicos               | Londres, Inglanterra   | 20°       | Single                           |
| 2012 | Juegos Sudamericanos           | Curauma, Chile         | 2°        | Single peso ligero               |
| 2012 | Juegos sudamericanos           | Curuma, Chile          | 2°        | Doble par                        |
| 2013 | Juegos sudamericanos           | Río de Janeiro, Brasil | 1°        | Single peso ligero               |
| 2013 | Juegos sudamericanos           | Río de Janeiro, Brasil | 1°        | Doble par                        |
| 2013 | Copa del Mundo                 | Eton, Inglaterra       | 8°        | Doble par peso ligero            |
| 2013 | Mundial Chungju                | Chungju, Corea del Sur | 12°       | Doble par peso ligero            |
| 2014 | Juegos sudamericanos           | Santiago, Chile        | 1°        | Par de remos cortos, peso ligero |
| 2014 | Copa del mundo                 | Aiguebelette, Francia  | 18°       | Doble par peso ligero            |
| 2015 | Juegos Panamericanos           | Toronto, Canada        | 3°        | Single peso ligero               |
| 2016 | Clasificatorio Latinoamericano | Valparaíso, Chile      | 7°        | Single peso ligero               |
| 2016 | Clasificatorio Latinoamericano | Valparaíso, Chile      | 2°        | Doble par                        |
| 2016 | Clasificatorio Latinoamericano | Valparaíso, Chile      | 2°        | Cuádruple scull                  |
| 2016 | Juego Olímpicos                | Río de Janeiro, Brasil | 17°       | Single Scull                     |

## Su vida después del deporte
Después de su última competición en los Juegos Olímpicos de Río 2016, la deportista decidió retirarse del remo profesional. Aquella decisión la tomó estando motivado por su deseo de formar una familia y evitar el estrés que le generaba aquel deporte debido a la falta de apoyo estatal de Argentina hacia los deportistas, comentó en la revista La Arena en 2018.
Con su esposo Eduardo, a quien conoció en Buenos Aires cuando él trabajaba para la federación de remo, durante el 2017 se mudó a Victorica, La Pampa. Lugar en el que tuvieron a su primera hija, Victoria (Vito).
En aquella localidad en Argentina, Palermo inició su emprendimiento gastronómico, especializándose en repostería en el Instituto Argentino de Gastronomía (IAG).
Debido a su vida como deportista y su condición de celíaca, la llevaron a cocinar, adaptándose a recetas y aprendiendo nuevas técnicas. En el 2019, nace su segunda hija, Juana, y en el año 2022 nace su hija menor, Anna. En pleno 2024 la ex deportista argentina se dedica a la repostería, con sus tres hijos y su esposo, además ha declarado para la revista La Arena que "se cumplió un ciclo y que ya no hay vuelta al agua”, descartando la posibilidad de volver al remo.